# Rudno (województwo dolnośląskie)
Rudno – wieś w Polsce położona w województwie dolnośląskim, w powiecie wołowskim, w gminie Wołów.

## Podział administracyjny
W latach 1975–1998 miejscowość położona była w województwie wrocławskim.

## Nazwa
Niemiecka (do roku 1945) nazwa wsi brzmiała Reudchen.

## Demografia
W 1787 r. wieś liczyła 127 mieszkańców, w 1885 r. – 235, w 1925 r. – 223, z czego 190 ewangelików i 33 katolików. Według Narodowego Spisu Powszechnego (III 2011 r.) było ich 196. Jest czternastą co do wielkości miejscowością gminy Wołów.